# Ambassade du Liberia en Guinée
L'ambassade du Liberia en Guinée est la principale représentation diplomatique du république du Liberia en Guinée.